# يان نوبل
يان نوبل (بالإنجليزية: Ian Noble)‏ هو لاعب دوري الرغبي جنوب أفريقي، ولد في 6 أبريل 1972 في زيمبابوي.